# 川上久利
川上 久利（かわかみ ひさとし）は、安土桃山時代から江戸時代前期にかけての武将。島津氏の家臣。

## 略歴
永禄元年（1558年）、川上久隅の子として誕生。
天正2年（1574年）、島津義久に拝謁してより島津氏の武将として働いた。しかし、文禄の役の際、島津義弘に従軍して朝鮮に渡るも勝手に帰国するという事態を惹き起こす。本来、父の後を継いで川上氏宗家の家督を継ぐ立場であったが、この所業に立腹した父・久隅により久利の弟・久通が家督代とされた。
その久通は慶長3年（1598年）に朝鮮にて病死するが、それでもなお久利の行状は改まらず、慶長4年（1599年）の庄内の乱の際も臣下が諌めても主君からの出兵命令に応じないという有り様であった。このため久隅は久利を庶流とし、川上氏宗家の家督は久通の子・久貞に継がせた。
寛永17年（1640年）、死去。享年83。